# نهاية رجل تزوج (فلم)
نهاية رجل تزوج هو فيلم كوميدي مصري من إخراج عادل صادق وبطولة بوسي، سمير غانم، سيد زيان، هالة فاخر، علي الشريف، مظهر أبو النجا ودلال عبد العزيز.

## نبذة
يتزوج شمشون من هادية ابنة المعلم محمود السباك، ويفاجأ بعد الزواج أن حماه قد جعله يوقع عددًا من الشيكات نظير تكاليف الزواج، يتكرر سفر الزوجة للخارج بكثرة بحكم عملها كمترجمة، فيقرر شمشون السفر إلى الصعيد ليتزوج من امرأة أخرى، فيقع اختياره على ناعسة الفتاة الريفية الساذجة ويتزوجها باعتبار أنها ستطيعه في كل شيء، لكنها لا تلبث أن تراقب العالم من حولها وتتمرد وتطالبه بمساواتها بزوجته الأولى.

## طاقم العمل
- بوسي بدور هادية
- سمير غانم بدور شمشون
- سيد زيان بدور الطرابلسي
- هالة فاخر بدور ناعسة الزوجة الثانية
- مظهر أبو النجا بدور صديق شمشون
- دلال عبد العزيز بدور زوجة الطرابلسي

## وصلات خارجية
- مقالات تستعمل روابط فنية بلا صلة مع ويكي بيانات